# Ficus riedelii
Ficus riedelii là một loài thực vật có hoa trong họ Moraceae. Loài này được Teijsm. ex Miq. mô tả khoa học đầu tiên năm 1867.